# 부타 (콩고 민주 공화국)

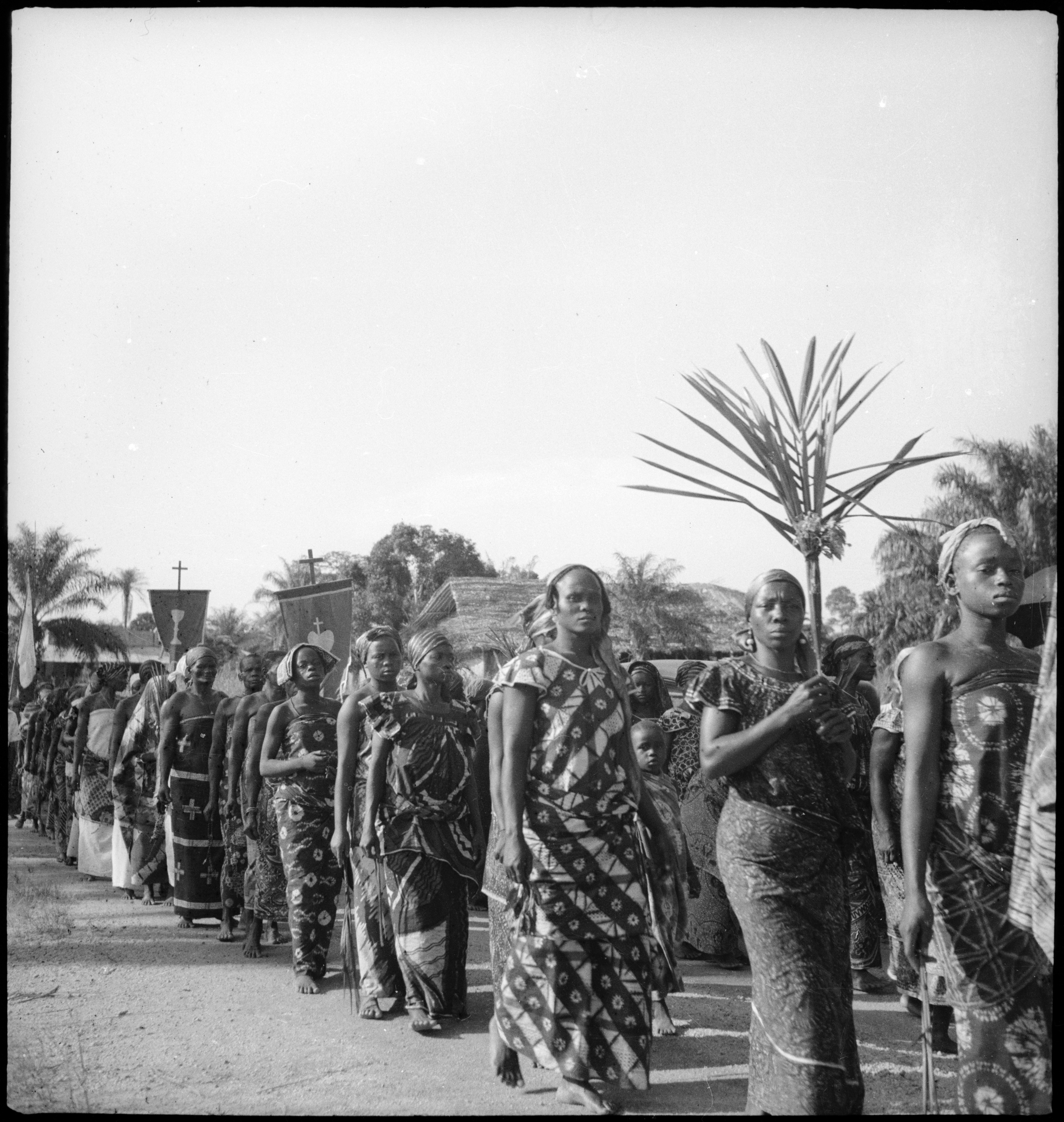

부타(Buta)는 콩고민주공화국 오리앙탈주에 위치한 중형도시이다. 인근에 부타 제가 공항이 있으며 이웃도시를 연결 해 주는 국도가 있다. 인구는 2009년 기준으로 50,130명이다. 링갈라어가 국어로 지정되어 있는 도시이다.